# Eufrat
Eufrat (stgr. Εὐφράτης Eufrates; także Firat, arab. ‏الفرات‎, Nahr al-Furat, kurd. Ferat) – obok Tygrysu jedna z dwóch największych rzek Mezopotamii. Nazwa „Eufrat” ma korzenie w języku akadyjskim, w którym określano ją mianem Purattu, w perskiej wersji Ufrattu, co oznaczało „dobro”, a z kolei z perskiej formy pochodzi nazwa grecka Euphrates.

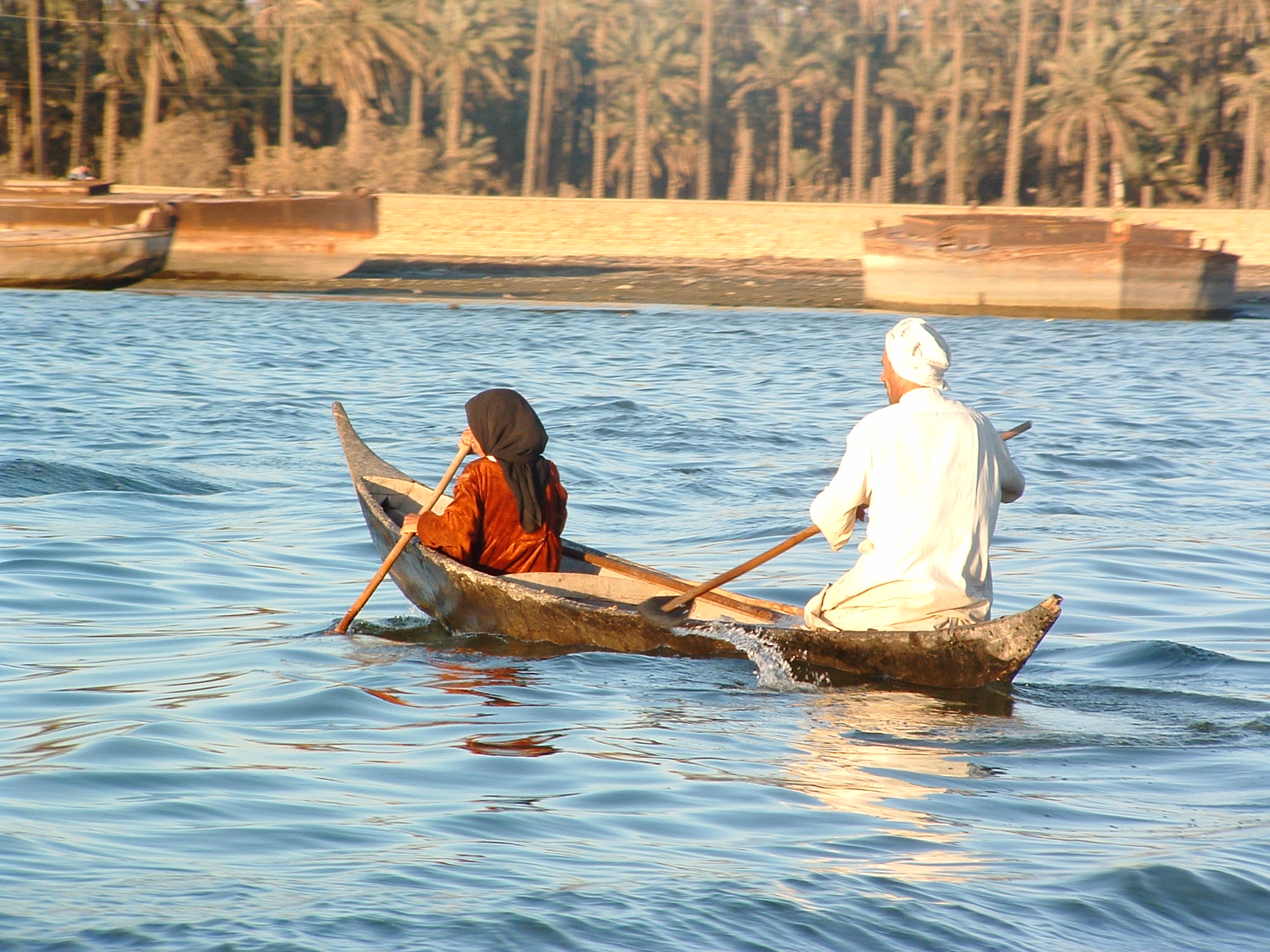
Łodzie na Eufracie

Źródła Eufratu znajdują się w górach wschodniej Turcji. W wyniku połączenia Eufratu Zachodniego zwanego też Karasem, Firatem lub po prostu Eufratem z Eufratem Wschodnim zwanego Muratem mającego źródła 80 km na południowy zachód od Araratu. Obie odnogi łączą się w okolicach zapory wodnej w Kebanie. Eufrat przepływa przez Turcję, Syrię i Irak w dolnym biegu w okolicach Al-Qurnah łącząc się z Tygrysem i formując rzekę Szatt al-Arab, która wpada do Zatoki Perskiej. Długość Eufratu liczona wzdłuż dłuższej z odnóg (Eufrat Wschodni) wynosi 2700 km, a powierzchnia dorzecza 673 tys. km². Najważniejsze dopływy to Balich, Chabur (oba lewostronne).
Wylewa w okresie wiosny, gdy w górach topnieją śniegi, jednak słabiej niż Tygrys. Wykopaliska świadczą o tym, że rzeki wylewały już w starożytności. Żyzność dolin Tygrysu i Eufratu sprawiła, że stały się one kolebką cywilizacji. Ludność nauczyła się sztuki irygacji, a żeglowność miała znaczenie dla rozwoju handlu, państwowości i religii. Wokół Eufratu usytuowane są takie krainy historyczne jak Urartu, kraina Hajów, Mitanni, Akad i Sumer. Wzdłuż rzeki znajdowały się takie wielkie ośrodki jak: Karkemisz, Mari, Babilon, Borsippa, Nippur, Uruk, Ur, Eridu.

## Eufrat w religiach i mitologiach
Wzmianki o rzece Eufrat pod nazwą Perat można znaleźć w Biblii. Jest jedną z rzek wypływających z Edenu. Pozostałe to Piszon, Gichon, Chiddekel (czyli Tygrys). Eufrat obecny jest także w Apokalipsie św. Jana, jako rzeka, która wysycha w trakcie przygotowań do Sądu Ostatecznego.